# Primaluna
Primaluna – miejscowość i gmina we Włoszech, w regionie Lombardia, w prowincji Lecco.
Według danych na rok 2004 gminę zamieszkiwało 1916 osób, 87,1 os./km².